# Massimo Bulleri
Massimo Bulleri (Cecina,10. rujna 1977.) je talijanski profesionalni košarkaš. Igra na poziciji razigravača. Član je talijanske Olimpije Milano, ali trenutačno je na posudbi u Benetton Trevisu.

## Ordeni
- Ufficiale Ordine al Merito della Repubblica Italiana: 2004.[1]

## Vanjske poveznice
- Profil  Arhivirana inačica izvorne stranice od 26. siječnja 2012. (Wayback Machine) na Lega Basket Serie A
- Profil na[neaktivna poveznica] Olimpia Milano.com